# 香让北坎沿墓地
香让北坎沿墓地，位于中国青海省兴海县河卡乡羊曲村，为第四批青海省文物保护单位，公布日期为1986年5月27日，类型为古墓葬。
香让北坎沿墓地的历史年代为卡约文化。